# Carl Mannerfelt Gold Medal
Carl Mannerfelt Gold Medal är den främsta hedersutmärkelse, som delas ut av International Cartographic Association.
Carl Mannerfelt Gold Medal är benämnd efter den svenske kartografen Carl Mannerfelt, som bland annat var en av initiativtagarna till International Cartographic Association 1956.
Medaljen delas ut vid utvalda tillfällen till "en enastående meriterad person, som har lämnat betydelsefulla bidrag av originellt slag inom kartograferingsområdet".

## Prismottagare
| Namn                      | Nationalitet             | År        |
| ------------------------- | ------------------------ | --------- |
| Fraser Taylor             | Kanada                   | 2013      |
| Ferjan Ormeling           | Nederländerna            | 2009      |
| Jack Dangermond           | United States of America | 2007      |
| David Rhind               | Storbritannien           | 2005      |
| Ernst Spiess              | Schweiz                  | 2005      |
| Chen Shupeng              | Kina                     | 2001      |
| Joel L. Morrison          | USA                      | 2001      |
| Jacques Bertin            | Frankrike                | 1999      |
| Ferdinand J. Ormeling     | Nederländerna            | 1987      |
| Carl Mannerfelt           | Sverige                  | 1981      |
| Arthur H. Robinson        | USA                      | 1980      |
| Konstantin A. Salichtchev | Sovjetunionen            | 1980      |
| Eduard Imhof              | Schweiz                  | 1979–1980 |